# Тейлор, Кристофер, 7-й маркиз Хедфорт
Томас Майкл Рональд Кристофер Тейлор, 7-й маркиз Хедфорт (англ. Thomas Michael Ronald Christopher Taylour, 7th Marquess of Headfort; род. 10 февраля 1959 года) — англо-ирландский пэр и агент по недвижимости, с 1959 по 1960 год носивший титул учтивости — лорд Кенлис, а с 1960 по 2005 год — граф Бектив.

## Ранняя жизнь
Родился 10 февраля 1959 года. Единственный сын Майкла Тейлора, 6-го маркиза Хедфорта (1932—2005), и достопочтенной Элизабет Анджелы Вероники Роуз Налл-Кейн (1938—2007), он известен под прозвищем Крис. У него есть две младшие сестры, леди Розана Элизабет Анджела Мэри Тейлор (род. 1961) и леди Оливия Шилин Давина Энн Тейлор (род. 1963).
Его бабушкой и дедушкой по отцовской линии были Теренс Тейлор (1902—1960), 5-й маркиз Хедфорт, и Элиза Флоренс Такер (ум. 1972). Его мать, Элизабет Налл-Кейн, крестница королевы-матери Елизаветы, была единственной дочерью Рональда Налл-Кейна, 2-го барона Брокета (1904—1967).
Его раннее образование было в школе Харроу, школе-интернате в Харроу-он-Хилл, Лондон, Англия. Позже он поступил в Королевский сельскохозяйственный колледж в Сайренсестере, графство Глостершир, Англия.

## Карьера
Затем Кристофер Тейлор начал работать агентом по недвижимости в качестве партнёра Bective & Davidson.
21 октября 2005 года после смерти своего отца он унаследовал различные титулы: 7-й маркиз Хедфорт, 8-й граф Бектив, 8-й виконт Хедфорт, 6-й барон Кенлис, 10-й баронет Тейлор и 8-й барон Хедфорт.

## Личная жизнь
17 октября 1987 года Кристофер Тейлор женился на Сьюзен Джейн Вандервелл (ум. 6 июля 2008), старшей дочери Чарльза Энтони Вандервелла из Бернема. У супругов родилось четверо детей:
- Томас Руперт Чарльз Кристофер Тейлор, граф Бектив (род. 18 июня 1989 года)[4], носил титул учтивости — барон Кенлис с 1989 по 2005 год.
- лорд Генри Джеймс Энтони Кристофер Тейлор (род. 18 апреля 1991 года)[4]
- леди Наташа Джейн Розана Тейлор (род. 6 мая 1997 года)[4]
- леди Александра Сьюзен Кэтрин Тейлор (род. 8 июня 1998 года)[4]

Маркиза Хедфорд умерла 6 июля 2008 года. По состоянию на 2013 год на веб-сайте указано, что резиденция маркиза Хедфорта находится в Вест-Энде (Лондон).